# 丹尼爾斯山脈

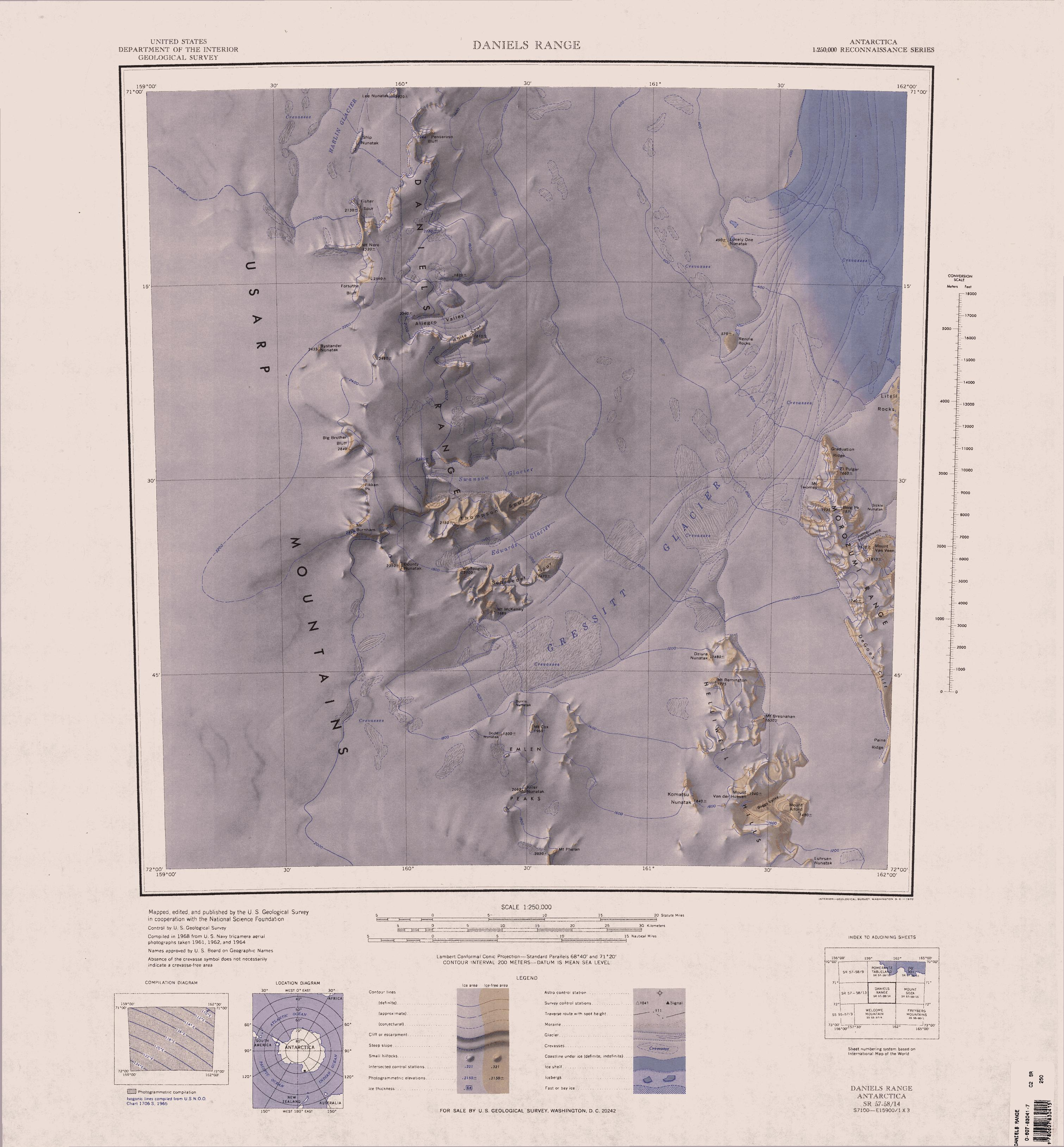

丹尼爾斯山脈（英語：Daniels Range）是南極洲的山脈，長80公里、寬16公里，該山脈根據美國地質調查局的測量和美國海軍的空中照片被繪入地圖，現時由南極條約體系管理。